# Теранова Сапо Минулио
Терано̀ва Са̀по Мину̀лио (на италиански: Terranova Sappo Minulio) е село и община в Южна Италия, провинция Реджо Калабрия, регион Калабрия. Разположено е на 250 m надморска височина. Населението на общината е 545 души (към 2011 г.).